# (120181) 2003 UR292
(120181) 2003 UR292 est un objet transneptunien de la ceinture de Kuiper considéré comme centaure.

## Caractéristiques
(120181) 2003 UR292 mesure environ 120 km de diamètre.

## Orbite
L'orbite de 2003 UR292 possède un demi-grand axe de 32,574 ua et une période orbitale d'environ 186 ans. Son périhélie l'amène à 26,769 ua du Soleil et son aphélie l'en éloigne de 38,379 ua. 

## Découverte
2003 UR292 a été découvert le 24 octobre 2003.